# Pesti Hírlap
Pesti Hírlap este numele mai multor ziare politice în limba maghiară care au apărut între anii 1841 și 1994.

## Istoric

### 1841-1849
Primul Pesti Hírlap a fost publicat începând din 1841 până la înfrângerea Războiului de Independență al Ungariei în 1849. A fost periodicul cel mai important al opoziției și a fost redactat de Lajos Kossuth până în 1844, an în care a regimul imperial l-a demis din funcțiile sale. Au colaborat, de asemenea, Ferenc Deák, István Széchenyi și József Eötvös.
Redactorii au fost apoi Antal Csengery și László Szalay.

### 1878-1944
Cel de-al doilea ziar a fost publicat între 1878 și 1944. Proprietarul și redactorul-șef a fost Károly Legrady. Ziarul a atins în anii Primului Război Mondial la un tiraj de 500.000 de exemplare. El era atunci un ziar conservator moderat. Printre redactorii săi s-au numărat: Jenő Benda, Lajos Berecz, Nándor Borostyáni, József Csukássy, Géza Kenedy, Imre Légrády, Ottó Légrády, Gusztáv Lenkey, József Schmittely. Redactor-șef a fost Emil Nagy.
Ziarul avea în acea perioadă un format mai mic și un sistem de coloane.

### 1992-1994
Cel de-al treilea Pesti Hírlap a fost publicat între anii 1992 și 1994. Proprietarul și redactorul-șef a fost András Bencsik, un fost colaborator al Népszabadság. Ziarul avea o orientare conservatoare și era pe atunci singurul ziar independent care nu aparținea niciunui grup sau partid politic. După victoria electorală a post-comuniștilor în 1994 apariția ziarului a fost stopată prin mijloace informale. Unii angajați au fondat mai târziu împreună cu András Bencsik un ziar săptămânal de dreapta, Magyar Demokrata („Democratul maghiar”). Aceasta din urmă este obiectul unor critici frecvente din cauza că unele dintre articolele sale sunt de extrema-dreaptă.